# Maria Hilf (Schweinfurt)
Die katholische Pfarrkirche Maria Hilf befindet sich im Schweinfurter Stadtteil Gartenstadt. Die Kirche liegt auf halber Höhe der Hanglage des Stadtteils.

## Geschichte
Die frühe Geschichte von Maria Hilf ist eng mit der von St. Anton verbunden. Die Franziskaner-Konventualen, die sich um die Errichtung der Pfarrei St. Anton bemüht hatten, etablierten im Jahr 1945 im ehemaligen Kindergarten der Nationalsozialistischen Volkswohlfahrt eine Gottesdienststelle. Nachdem St. Anton in den 1950er Jahren an der Deutschhöfer Straße entstanden war, verblieb die Notkirche der Nachkriegszeit in der Gartenstadt in der Fritz-Soldmann-Straße.
Bereits am 1. Dezember 1950 war aus dem Sprengel der Pfarrei St. Anton die Pfarrei Maria Hilf durch Bischof Julius Döpfner gegründet worden. Damals wurde der jungen Gemeinde die Errichtung einer Kirche in Aussicht gestellt. Architekt war der Schweinfurter Peter Krammer. Am 18. September 1955 wurde der Grundstein gelegt. Der Würzburger Bischof Julius Döpfner nahm am 6. und 7. Oktober 1956 die Kirchenweihe vor.
Die Kirche Maria Hilf wurde in den Jahren 1969 und 1970 renoviert, wobei auch die Liturgiereformen des Zweiten Vatikanischen Konzils beachtet wurden. Die Leitung dieser Renovierung hatte der Architekt Klaus Engel. Zwischen 1982 und 1984 wurde das Dach erneuert und der Altarraum erneut umgestaltet. Im Jahr 2006 wurde die Seitenkapelle unter dem Turm in eine Privatkapelle umgewandelt.

## Architektur
Die Maria-Hilf-Kirche ist als einfache Halle in Stahlbetonrahmen-Bauweise nach Süden ausgerichtet und im Untergeschoss mit einem Gemeindesaal ausgestattet. Der Grundriss ist kubisch geschaffen. Zwei große Fensteröffnungen belichten die Kirche. Innen dominiert eine raumhohe Wandscheibe mit einem Fenster dahinter den Kirchenbau. Den 32 m hohen Kirchturm schließt ein ungleichmäßig geformtes Satteldach ab.

## Ausstattung
Mittelpunkt der kirchlichen Ausstattung ist das große Altarbild des Tückelhäuser Künstlers Karl Clobes auf der Zwischenwand, das zur  Kirchendecke überleitet. Dargestellt ist die heilige Maria mit dem Jesuskind. Von dem Bild sind zwei Versionen bekannt. Der Künstler Gustl G. Kirchner schuf die Fenster der Kirche, die nicht unter einem bestimmten Thema stehen, sondern auf maximalen Lichteinfall ausgelegt sind.
Die Objekte in der Kirche veränderten sich in den letzten 50 Jahren stetig. Ursprünglich schuf Heinrich Söller Ambo, Hauptaltar, Priestersitz und die Tabernakelstele aus Muschelkalk, die zum Teil entfernt wurden. Alle Goldschmiedearbeiten führte Ludwig Bossle im Jahr 1956 aus. Die Kirchenportale stammen aus der Werkstatt des Künstlers Alois Türk. Das Taufbecken hat die typischen konischen Formen der 1950er Jahre. Er wurde 1956 von Josef Lehritter geschaffen und 1984 von Willi Grimm umgestaltet.